# Exophyla melanocleis
Exophyla melanocleis là một loài bướm đêm trong họ Erebidae.